# Cerro Piedra Negra (Cojedes)
El Cerro Piedra Negra es una formación montañosa ubicada en el Municipio Ezequiel Zamora en el extremo norte del estado Cojedes, Venezuela. A una altitud promedio de 787 m s. n. m., el Cerro Piedra Negra es una de las montañas más altas en Cojedes.

## Ubicación
El Cerro Piedra Negra es el punto más elevado de la Fila Buena Vista, una región montañosa del extremo Este del parque nacional Tirgua, entre «San Pablo» (774 m s. n. m.) y Tamboral por el este (351 m s. n. m.). Colinda hacia el norte con la ruta La Sierra.

## Flora y Fauna
A pesar de la gran proximidad del Cerro Piedra Negra al contacto humano que transita en la ruta La Sierra por el parque Tirgua, se pueden apreciar bosques de hoja caduca y semicaducifolios intactos. Existen clusiáceas, mimosáceas como la acacia, varias especies de mirtáceas y tiliáceas en el estrato arbóreo. Por otra parte, la palma ocupa grandes extensiones del sotobosque. 
Entre los mamíferos que aún pueden encontrarse por asociación al parque nacional están los monos araguato y capuchino, el cunaguaro, la lapa y la danta.